# Jacques Louf
Jacques Louf, kloosternaam André Louf, (Leuven, 28 december 1929 - 12 juli 2010) was een Belgisch-Frans trappist, abt en auteur van religieuze werken.

## Levensloop
Jacques Louf was de enige zoon, naast twee dochters, van André Louf en Elvire Decramer.
Hij doorliep de oude humaniora aan het Brugse Sint-Lodewijkscollege, waar hij een populaire studentenleider was. Hij eindigde in de retorica 1947, waar hij onder meer Guido Maertens en Jacques Langerock als klasgenoten had. Zijn Vlaamgezindheid werd aangescherpt tijdens zijn collegejaren (hij werd  hoofdman van het geheim genootschap Gilde Noodvier), zodat men kon verwachten dat toen hij als zeventienjarige voor het kloosterleven koos, hij zou aankloppen bij bijvoorbeeld de abdij van Westvleteren. Hij meldde zich echter aan in september 1947 bij de trappisten van de Abdij op de Katsberg (Mont des Cats) in Godewaarsvelde (Noord-Frankrijk). Hij studeerde in deze abdij en werd in 1955 tot priester gewijd en studeerde verder theologie aan de Gregoriana en Heilige Schrift aan het Biblicum in Rome.
Van 1959 tot 1963 was hij hoofdredacteur van Collecteana Cistercienses, gewijd aan monastieke spiritualiteit. In 1963, pas 34 geworden, werd hij tot abt verkozen en bleef dit ambt bekleden tot in 1997.
In 1969 volbracht hij een pelgrimstocht doorheen Roemenië en naar de Athosberg, wat zijn belangstelling voor de oecumene en voor de orthodoxie verder aanwakkerde. Vanaf 1970 begon hij bekendheid te verwerven door de religieuze geschriften die hij publiceerde, zowel in het Nederlands als in het Frans en soms in het Engels. Ze brachten hem ertoe buiten zijn abdij lezingen te houden, retraites te leiden en colloquia en andere activiteiten bij te wonen. Louf gold als een hervormer met aandacht voor de bronnen van het monastieke leven. In 1995 werd hij eredoctor aan de Université catholique de Louvain.
In 1990 werd hij gepasseerd bij de verkiezing van een nieuwe abt-generaal van de trappisten, mogelijk vanwege zijn autoritaire stijl van leidinggeven. In 1997, niet gelukkig met de nieuwe regels die regelmatige herverkiezing van de abdijhoofden vereisten, nam hij ontslag en vertrok naar Zuid-Frankrijk, waar hij de volgende jaren doorbracht als kluizenaar op het domein van het klooster van benedictinessen Sint-Lioba, in Simiane-Collongue bij Aix-en-Provence. Hij kwam pas in mei 2010 na een val naar zijn abdij terug om er voor ziekte te worden behandeld en er weldra te sterven.
In 2005 werd zijn gouden priesterjubileum in de Abdij op de Katsberg gevierd.
Hij vertaalde de werken van de zalige Jan van Ruusbroec van het Middelnederlands naar het Frans en naar dezelfde taal de in het Syriaaks geschreven werken van Isaak van Nineve. In 2004 werd hij door paus Johannes Paulus II uitgenodigd de teksten te schrijven voor de traditionele kruisweg van het Colosseum in Rome.

## Publicaties
- Heer, leer ons bidden, Lannoo, Tielt, 1971 - Seigneur apprends-nous à prier, Ed. Lumen vitae, 1975 (in tien talen vertaald).
- Licht boven alle Licht.
- Niets boven de Liefde.
- La voie cistercienne. A l’école de l’amour, Desclée de Brouwer, 1978.
- Saint Benoît, homme de Dieu pour tous les temps, 1980.
- The Cistercian Alternative, Gill and MacMillan, 1983.
- Seul l’amour suffirait – Commentaires d’Évangile, pour les années A, B, C (DDB 1982-84).
- Au gré de sa grâce – Propos sur la prière (DDB 1989).
- La grâce peut davantage – L’accompagnement spirituel, (DDB 1992, heruitgave 2005).
- Heureuse Faiblesse – Commentaires d’Évangile, pour les années A, B, C (DDB 1996-98).
- À la grâce de Dieu – Entretiens avec Stéphane Delberghe (Éd. Fidélité 2002) - Zoals het God behaagt. Een ontmoeting, Lannoo, 2002.
- Humilité (Parole et Silence, 2002).
- Dieu intime, paroles de moines (Bayard, 2003).
- Chemin de Croix du Colisée (Fidélité, 2004).
- À l’école de la contemplation (Lethielleux, 2004).
- Œuvre de Dieu : un chemin de prière (Lethielleux, 2005).
- Saint Bruno et le charisme cartusien (Parole et Silence, 2006).
- Bienheureux Jean Ruysbrouck (Bellfontaine).
- Œuvres spirituelles d’Isaac le Syrien (Bellefontaine).
- S'abandonner à l'amour. Méditations à Sainte-Lioba (Salvator, 2017).
- La joie vive. Méditations à Sainte-Lioba II (Salvator, 2017).
- La liturgie du coeur. Méditations à Sainte-Lioba III (Salvator, 2018).